# آیدا هنریتا هاید
آیدا هنریتا هیده (انگلیسی: Ida Henrietta Hyde؛ ۸ سپتامبر ۱۸۵۷ – ۲۲ اوت ۱۹۴۵) فیزیولوژیست آمریکایی بود که توانست میکروالکترودی قوی برای تحریک شیمیایی، الکترونیکی، تزریق و برداشتن بافت از یک سلول ایجاد کند. او از جمله زنانی بود که به دلیل جنسیت برای تحصیل دچار سختی‌های بسیاری شد. در سال ۱۹۲۰ در سن ۶۳ سالگی از بازنشسته شد و پس از بازنشستگی، به چندین مکان از جمله سوئیس، اتریش، مصر، هند و چندین مکان در آلمان سفر کرد. در ۲۲ اوت ۱۹۴۵ آیدا هاید بر اثر خونریزی مغزی درگذشت.